# 本多愛男
本多 愛男（ほんだ ちかお、1925年〈大正14年〉7月9日 - 2006年〈平成18年〉6月7日）は、日本の政治家、神奈川県座間町議会議員。第二代座間市市長
神奈川県高座郡座間町出身。
1944年、昭和19年青年学校中退して、18歳で海軍飛行予科練習生に志願する。25歳で座間青年団長となる。昭和27年座間町教育委員会発足、教育委員になる。
1964年、（昭和39年）9月、座間町議会議員選挙で当選。42歳で社会教育委員長になる。1976年昭和51年無所属で立候補し、座間市市長を務めた。
1989年座間市大凧保存会会長となる。2006年6月7日、持病が悪化したため死去。80歳没。

## 政策・活動・実績
- 座間市大凧保存会会長

## 参考資料
- 座間市史[要文献特定詳細情報]
- 全国市町村要覽 - ページ[要文献特定詳細情報]
- 大凧まつりを未来へ　（文）西川麻里子・松岡由美子・武富美由紀・佐本寿美子・（絵）有山周一